# چلهر
چلهر (به انگلیسی: Chelhar) یک منطقهٔ مسکونی در پاکستان است که در ایالت سند واقع شده‌است. چلهر ۳۳٬۰۰۰ نفر جمعیت دارد.